# 第二类超导体
根据对外加磁场的不同响应情况，超导体被分为第一类超导体和第二类超导体。超导体只有在外界温度低于其超导临界温度Tc以及外界磁场强度低于其超导临界磁场Hc是才处于超导状态，当温度T>Tc或者磁场H>Hc时，超导态就会被破坏，超导体就和普通导体一样，失去了零电阻以及完全抗磁性（迈斯纳效应）的特性。1935年由苏联科学家列夫·舒勃尼科夫首先发现。

## 温度磁场 H vs T 相图

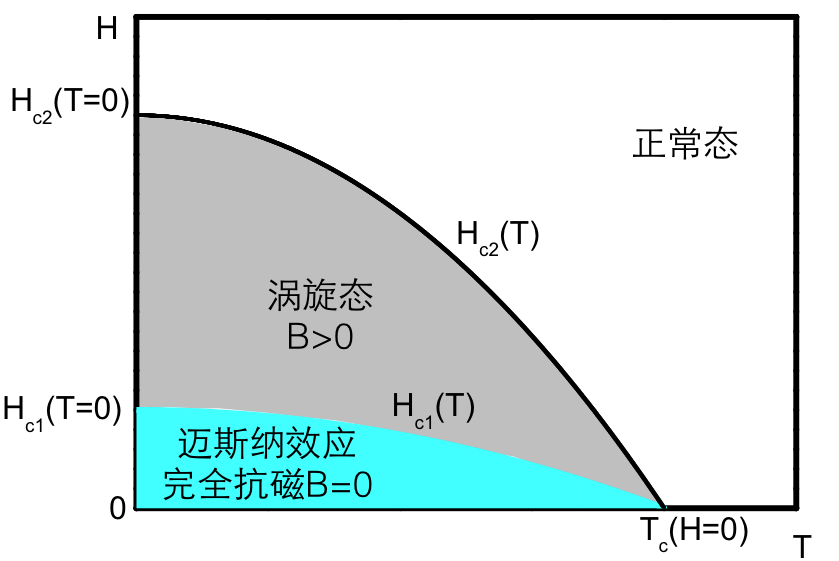
第二类超导体温度磁场 H vs T 相图

第一类超导体只有一个临界磁场Hc，在H<Hc(T<Tc)时，超导体处于超导态，没有电阻及完全抗磁(迈斯纳效应)，而当H>Hc时，超导体立即变为普通导体，这个相变是一级相变。第二类超导体有两个临界磁场Hc1和Hc2，当H<Hc1(T<Tc)时，第二类超导体和第一类超导体一样，没有电阻及完全抗磁(迈斯纳效应)；当Hc1<H<Hc2(T<Tc)时，第二类超导体依然处于超导态，电阻为零，但是磁场可以渗透进入超导体内部，不具有完全抗磁性，渗透的磁场以涡旋的形式存在，涡旋的中心不超导，超导体其余部分依然处于超导态。随着磁场的增加，涡旋的半径逐渐增大，当H=Hc2时，相邻涡旋开始交叠，整个超导体内部都被磁场渗透，超导态被完全破坏。

## 磁矩磁场关系 M vs H

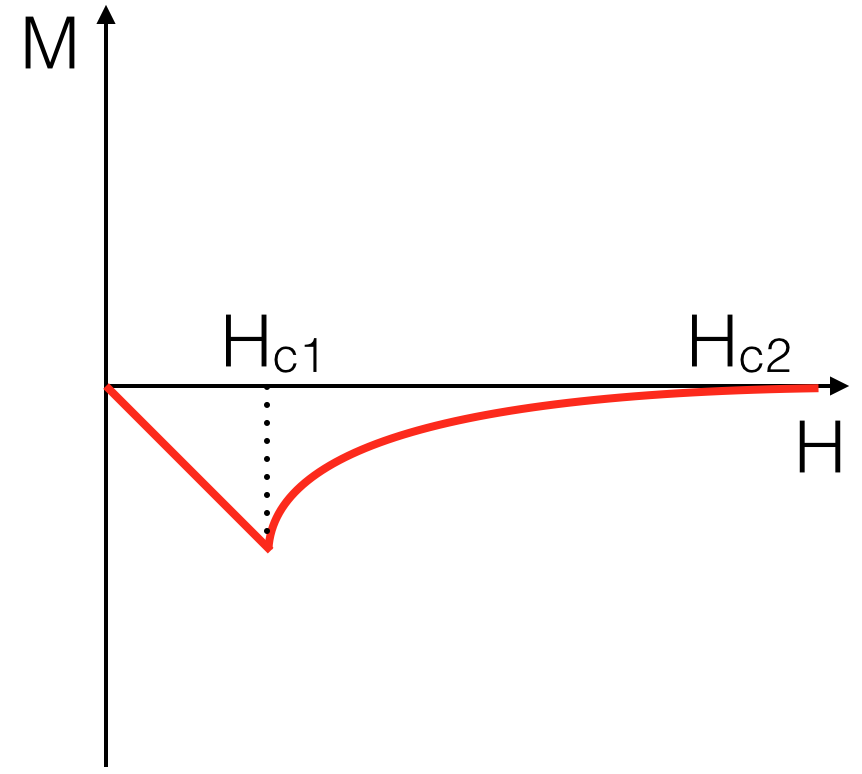
第二类超导体 M vs H

第二类超导体处于迈斯纳态时，{\displaystyle B=\mu _{0}(M+H)=0\Longrightarrow M=-H}; 处于涡旋态时，{\displaystyle B>0\Longrightarrow M<-H}；处于正常导体态时，{\displaystyle B=\mu _{0}H\Longrightarrow M=0}.

## 涡旋态

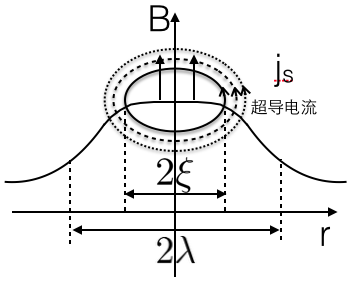
第二类超导体涡旋态

第二类超导体处于涡旋态时，磁场以涡旋的形式渗透到超导体内部。涡旋的半径为超导相干长度ξ决定，其中心磁场等于外加磁场，外围被超导电流环绕，远离涡旋核心，磁场以指数形式衰减，衰减长度为伦敦穿透深度λ，并且λ>ξ。λ和ξ的大小也决定了两个临界磁场Hc1和Hc2的大小：
{\displaystyle Hc_{1}(T)={\frac {\Phi _{0}}{4\pi \lambda (T)^{2}}}}
{\displaystyle Hc_{2}(T)={\frac {\Phi _{0}}{2\pi \xi (T)^{2}}}}
其中 Φ0 = h/(2e) ≈ 2.067833758(46)×10−15 wb,是量子磁通。
涡旋的形成是因为在Hc1<H<Hc2时，磁场的渗透产生一个负的表面能，系统的自由能比迈斯纳态或者正常态都低，所以系统选择了这样一个涡旋态。当H>Hc2时,磁场附加给系统的能量大于负的表面能，系统进入正常态才能保证自由能最小，从而选择正常态。表面能的正负由伦敦穿透深度λ与超导相干干长度ξ的比值κ=λ/ξ(金兹堡-朗道参数)决定, κ<1/√2且H>Hc1时，表面能为正，超导体直接进入正常态，这就是第一类超导体的情况； κ>1/√2且H>Hc1时，表面能为负，超导体进入涡旋态，这就是第二类超导体。

## 第二类超导体材料
第二类超导体通常为合金材料，高温超导体如铜氧化物超导体和铁基超导体都属于第二类超导体。

## 应用
相较于第一类超导体微小的临界磁场，第二类超导体的上限临界磁场Hc2都很大，例如由铌，铝，锗合成的合金超导材料的Hc2可以达到大于40 特斯拉的。这使得第二类超导体可以被用来制作强磁场超导线圈，这类强磁场超导线圈被广泛应用于核磁共振成像（MRI），核磁共振（NMR），粒子加速器，磁悬浮，低温强磁场科研仪器等各个领域。

## 延伸阅读
- 超导现象
- 第一类超导体
- 迈斯纳效应